# Thore Schölermann
Thore Schölermann (Iserlohn, 26 de setembro de 1984 ) é um ator e apresentador de TV alemão.

## Carreira
Em 2006, depois de estudar na Acting School MFA em Mallorca, na Espanha, Thore foi rapidamente contratado para desempenhar o papel de Christian Mann no seriado alemão Verbotene Liebe. Um ano depois, Thore ganhou fama internacional quando seu personagem começa um relacionamento romântico com o garçom Oliver Sabel (interpretado por Jo Weil).
Em 2012, Schölermann se torna o apresentador principal do The Voice of Germany. Originalmente seu novo trabalho não afetaria a sua participação em Verbotene Liebe. No entanto, ele só retornou a série em uma pequena participação em setembro de 2013.

## Filmografia
- 2006–2012, 2013: Verbotene Liebe.
- 2012: Alarm für Cobra 11 – Die Autobahnpolizei.

## Apresentador
- 2012-Presente : taff (Programa vespertino alemão).
- 2012-Presente: The Voice of Germany.
- 2013-Presente: The Voice Kids.
- 2014-Presente: Das verrückte Körperquiz
- 2014-Presente: Die perfekte Minute (Nada além de Um Minuto versão alemã)
- 2014: Scream! If you can – Wer Angst hat, verliert…

## Prêmios
- 2011: German Soap Award - Melhor casal com Jo Weil.
- 2013: nomeado: Deutscher Fernsehpreis - Melhor apresentador (The Voice Kids).